# Стрељачки клуб Младост
Стрељачки клуб Младост је један од најтрофејнијих клубова у Републици Српској и Босни и Херцеговини. У склопу клуба се налази и инвалидска секција СК ,,Гацко".

## Историја
Стрељаштво је спорт са дугом традицијом у Гацку. У периоду између два свјетска рата овај спорт је био актуелан у организацији ,,Соколарских друштава", а после Другог свјетског рата, одржавали су се редовни турнири у склопу радничких игара. Упркос томе, и упркос чињници да је стрељаштво био веома популаран спорт у Босни и Херцеговини, дуго се чекало на оснивање клуба. За оснивање треба захвалити и братском СК ,,Геофон" из Теслића, који је даровао опрему, литературу и стручну помоћ. Уз велико залагање Момира Вуковића, садашњег тренера, и уз помоћ општине Гацко и њених становника, стрељачки клуб Младост је напокон основан 12. децембра 2002. године.
Тадшњи управни одбор су чинили:
1. Драган Јеремић, предсједник
2. Момир Вуковић, секретар
3. Костандин Јегдић
4. Ранко Мастиловић
5. Жарко Бољановић
6. Срђан Миловић
7. Нада Зеленовић
8. Јеленко Мршић

За првих 8 година такмичења постигнути су завидни резултати:
- 11 пута су се пласирали међу 3 најбоље екипе у Републици Српској
- 38 пута међу 3 најбоље екипе У БиХ
- 4 пута међу 3 најбоље екипе у међународним такмичењима
- 11 медаља у РС, 14 у БиХ и 2 на међународним такмичењима у појединачном пласману

Треба имати у виду да су се у РС такмичења почела организовати тек од 2007. године. Најистакнутији стријелци у женској конкуренцији су биле Снежана и Јелица Вуковић, Мирка и Јелена Шаровић, Николина Тодоровић, Биљана Милошевић, Јана и Теодора Зафиров. У мушкој конкуренцији најбољи су били Спасо Шкоро, Немања и Стеван Бјелогрлић, Марко Никчевић, Небојша Тунгуз, Максим Милинковић, Ђорђо Дамјанац, Миомир Шаренац и Огњен Јелић. Од мушких сениора најбоље резултате су имали Момир Вуковић и Тодор Зафиров.

Оно што посебно истче успјех овог клуба је да су узастопни освајачи Купа Републике Српске у периоду од 2009 до 2017, и да су у трајном власништву 3 прелазна пехара.

Такође, треба истаћи да се у организацији СК ,,Младост" од 2004. године, одржава традиционални годишњи турнир у стрељаштву, назван ,,Мајски сусрети".

## Успјеси
```
* ЛЕГЕНДА МП-Међународно првенство, ДП-Домаће првенство, Категорија: ВПу-Ваздушна пушка,ВПи-Ваздушни пиштољ,ВоПи-Војни пиштољ Организација:РС-Република Српска, БиХ-Босна и Херцеговина, МТ-Међународни турнир, ДТ-Домаћи турнир
```

| Стријелац             | Злато | Сребро | Бронза | Посебна признања                     |  |
| --------------------- | --- | --- | --- | ------------------------------------ |  |
| Маврак Наташа         | | ВПу, 2004. ДП*-Јуниори,РС | |                                      |  |
| Шаровић Мирка         | ВПу, 2006. ДП-Сениори,РС ВПу, 2007. ДП-Сениори,РС ВПу, 2008. ДП-Сениори,РС ВПу, 2009. ДП-Сениори,РС ВПу, 2009. ДП-Јуниори,РС | ВПу, 2005. ДП-С,РС | ВПу, 2005. МП*-Кадети,БиХ ВПу, 2005. ДП-Сениори,РС ВПу, 2007. ДП-Јуниори,РС | Савезни мајстор стријелац, Впу,2006. |  |
| Вуковић Снежана       | ВПу, 2005. ДП-Пионири,РС ВПу, 2005. ДП-Сениори,РС ВПу, 2005. ДП-Јуниори,РС ВПу, 2005. МП-Кадети,БиХ ВПу, 2006. МП-Кадети,БиХ ВПу, 2007. ДП-Јуниори,РС                                                                            | ВПу, 2006. ДП-Јуниори,РС ВПу, 2006. ДП-Сениори,РС ВПу, 2008. ДП-Сениори,РС ВПу, 2009. ДП-Сениори,РС                                                   | ВПу, 2007. ДП-Сениори,РС | Савезни мајстор стријелац, Впу,2005. |  |
| Зафиров Теодора       | ВоПи, 2005. ДП-Сениори,ДТ* | | |                                      |  |
| Шкоро Спасо           | ВоПи, 2005. ДП-Сениори,ДТ ВоПи, 2006. МП-Сениори,БиХ ВоПи, 2005. ДП-Сениори,ДТ | ВоПи, 2007. МП-Сениори,БиХ | | Савезни мајстор стријелац, Впи,2005. |  |
| Шаровић Драгана       | | ВПу, 2005. ДП-Јуниори,РС | |                                      |  |
| Милошевић Биљана      | | | ВПу, 2005. ДП-Јуниори,РС |                                      |  |
| Никчевић Марко        | | ВПу, 2005. ДП-Јуниори,РС | |                                      |  |
| Шупић Драгана         | | | ВПу, 2006. ДП-Пионири,РС ВПу, 2006. ДП-Јуниори,РС |                                      |  |
| Бјелогрлић Немања     | ВПи, 2009. МП-Јуниори,РС | ВПу, 2006. МП-Кадети,БиХ | ВПу, 2007. МП-Јуниори,РС ВПи, 2009. МП-Јуниори,БиХ | Мајстор стријелац, Впи,2009.         |  |
| Тодоровић Николина    | ВПу, 2007. ДП-Пионири,РС ВПу, 2010. ДП-Пионири,РС ВПу, 2010. ДП-Сениори,РС ВПу, 2010. ДП-Јуниори,РС ВПу, 2011. ДП-Јуниори,РС ВПу, 2011. ДП-Сениори,РС ВПу, 2011. ДП-Пионири,ДТ ВПу, 2012. ДП-Јуниори,РС ВПу, 2012. ДП-Сениори,РС | ВПу, 2008. ДП-Пионири,РС ВПу, 2009. MП-Кадети,БиХ ВПу, 2010. MП-Кадети,РС                                                                             | ВПу, 2009. ДП-Пионири,РС ВПу, 2010. МП-Кадети,РС ВПу, 2010. МП-Јуниори,БиХ ВПу, 2011. МП-Јуниори,БиХ ВПу, 2011. МП-Кадети,РС ВПу, 2012. МП-Сениори,РС ВПу, 2012. МП-Јуниори,БиХ                        | Савезни мајстор стријелац, Впу,2010. |  |
| Вуковић Јелица        | | ВПу, 2007. ДП-Пионири,РС ВПу, 2012. ДП-Јуниори,РС | ВПу, 2008. ДП-Јуниори,РС ВПу, 2008. ДП-Кадети,РС ВПу, 2010. ДП-Пионири,РС ВПу, 2010. ДП-Сениори,РС ВПу, 2010. ДП-Јуниори,РС ВПу, 2011. ДП-Јуниори,РС ВПу, 2011. ДП-Сениори,РС ВПу, 2012. ДП-Сениори,ДТ | Мајстор стријелац, Впу,2011.         |  |
| Вуковић Урош          | ВПу, 2009. ДП-Пионири,РС | ВПу, 2007. ДП-Пионири,РС ВПу, 2008. ДП-Пионири,РС ВПу, 2008. ДП-Пионири,РС                                                                            | |                                      |  |
| Милинковић Максим     | ВПи, 2007. МП-Јуниори,БиХ ВПи, 2009. МП-Јуниори,РС ВПи, 2009. МП-Јуниори,БиХ | | | Мајстор стријелац, Впи,2009.         |  |
| Дамјанац Ђорђо        | ВПу, 2008. ДП-Пионири,РС ВПу, 2009. ДП-Сениори,РС ВПу, 2009. ДП-Кадети,РС | | ВПу, 2007. ДП-Кадети,БиХ ВПу, 2008. ДП-Кадети,РС | Савезни мајстор стријелац, Впу,2009. |  |
| Јелић Огњен           | | ВПу, 2008. МП-Кадети,РС | ВПу, 2008. ДП-Јуниори,РС |                                      |  |
| Зафиров Јана          | ВПу, 2009. ДП-Пионири,РС | ВПу, 2008. ДП-Јуниори,РС ВПу, 2009. ДП-Пионири,РС | ВПу, 2008. МП-Кадети,БиХ ВПу, 2009. ДП-Јуниори,РС ВПи, 2009. МП-Кадети,РС |                                      |  |
| Вуковић Момир         | ВПу, 2010. ДП-Сениори,РС ВПу, 2012. ДП-Сениори,РС | ВПи, 2008. МП-Сениори,РС ВПу, 2011. ДП-Сениори,РС ВПу, 2012. ДП-Сениори,РС                                                                            | ВПи, 2010. МП-Сениори,БиХ ВПи, 2010. МП-Сениори,РС | Мајстор стријелац, Впи,2007.         |  |
| Шаренац Миомир        | ВПи, 2009. МП-Кадети,РС | ВПи, 2011. МП-Јуниори,РС | ВПи, 2009. МП-Јуниори,РС |                                      |  |
| Вуковић Јован         | | ВПи, 2009. МП-Кадети,РС | |                                      |  |
| Крстојевић Александра | ВПи, 2009. МП-Кадети,РС | | ВПи, 2009. МП-Јуниори,РС |                                      |  |
| Жарковић Николина     | | ВПи, 2009. МП-Кадети,МТ | |                                      |  |
| Шаровић Јелена        | | ВПу, 2010. ДП-Пионири,РС ВПу, 2010. ДП-Јуниори,РС ВПу, 2011. ДП-Пионири,РС ВПу, 2011. ДП-Јуниори,РС ВПу, 2011. ДП-Сениори,РС ВПу, 2012. ДП-Сениори,РС | ВПу, 2011. ДП-Пионири,РС ВПу, 2012. ДП-Јуниори,РС ВПу, 2011. МП-Кадети,МТ | Мајстор стријелац, Впу,2011.         |  |
| Бошковић Милијана     | | | ВПу, 2011. ДП-Пионири,РС ВПу, 2012. ДП-Сениори,РС |                                      |  |
| Бошковић Бранислав    | ВПу, 2012. ДП-Сениори,РС | ВПу, 2012. ДП-Пионири,РС | ВПу, 2011. ДП-Пионири,РС ВПу, 2012. ДП-Сениори,РС |                                      |  |
| Тепавчевић Божидар    | ВПу, 2012. ДП-Пионири,РС ВПу, 2012. ДП-Јуниори,РС ВПу, 2012. ДП-Пионири,РС | | |                                      |  |
| Мастиловић Љиљана     | ВПу, 2012. ДП-Пионири,РС | | |                                      |  |
| Вуковић Милован       | | ВПу, 2012. ДП-Јунири,РС | |                                      |  |